# French Open 1984
Wielkoszlemowy turniej tenisowy French Open w 1984 rozegrano w dniach 28 maja – 10 czerwca, na kortach im. Rolanda Garrosa w Paryżu.

## Zwycięzcy

### Gra pojedyncza mężczyzn
Ivan Lendl –  John McEnroe, 3–6, 2–6, 6–4, 7–5, 7–5

### Gra pojedyncza kobiet
Martina Navrátilová –  Chris Evert, 6–3, 6–1

### Gra podwójna mężczyzn
Henri Leconte /  Yannick Noah –  Pavel Složil /  Tomáš Šmíd, 6–4, 2–6, 3–6, 6–3, 6–2

### Gra podwójna kobiet
Martina Navrátilová /  Pam Shriver –  Claudia Kohde-Kilsch /  Hana Mandlíková, 5–7, 6–3, 6–2

### Gra mieszana
Anne Smith /  Dick Stockton –  Anne Minter /  Laurie Warder, 6–2, 6–4